# ア号型潜水艦
ア号型潜水艦は、荒巻義雄の架空戦記『旭日の艦隊』に登場する架空の潜水艦である。劇中では、『ア号潜』と略される。

## 概要
この潜水艦は、基本的に敵潜水艦を攻撃、撃沈する艦隊随伴型攻撃型潜水艦である。ストーリー中盤までは第一潜水遊撃艦隊5艦で通商破壊戦等「水上艦攻撃」なども行ったが、後に第二、第三艦隊も配属され15艦編成となり、後半に改修されて『対潜駆逐潜水艦』となった。なお、『ア』とは旭日艦隊の『旭（あさひ）』に由来すると見られ、紺碧艦隊も運用している、潜高中（中型水中高速潜水艦）の「『ロ号200型潜』の改良型」と思われる。
史実では、水上排水量1000トン超を「イ号潜」と分類し、以下「ロ・ハ・ニ・ホ（ニ型・ホ型は特殊潜航艇、参照：遣独潜水艦作戦）」と排水量毎に型式が決められていた。
後世では、秘匿艦である「紺碧艦隊」もイ号潜に分類されているが重巡サイズの紺碧艦隊以下の命名規則を変更してしまうと、列強に存在を認知されてしまうため前世の『伊400型潜』同様、通常潜水艦の命名規則を変更しなかったと思われる。

### 諸元
（コミック版より）
- 全長:66m
- 最大幅:8.4m
- 排水量:997t（水上）・1,300t（水中）
- 速力
  - 水上:24ノット（ディーゼルのみ）・32ノット（ディーゼル・ワルター併用）
  - 水中:19ノット（電池）・29ノット（電池・ワルター併用）
- 安全潜行深度:200メートル
- 涙滴型艦体及び軟性護膜被覆、油圧格納式水上航走用艦首装備[2]

### 武装
- 魚雷発射管:6（口径:53サンチ[3]、前:4・後:2）
- 水密式25mm単装対空機銃:2
- 艦首複合ソナー（アクティブ・パッシブ）:一式
- レーダー等

『理性の術策』作戦開始までに改修を受け、海上艦攻撃用の長魚雷ではなく、対潜駆逐用短魚雷のみの武装になったと見られる。

## 劇中での活躍
本型が初めて戦果を挙げたのは照和20年秋の独ジブラルタル要塞攻撃である。この際本型5隻で構成された第一潜水遊撃戦隊は、音波探知のみで哨戒艦2隻を通常魚雷一発ずつで沈め、第70駆逐戦隊の海峡突入を支援した。その後、旗艦日本武尊の護衛のためカナリア諸島沖に展開したが戦闘を行うことはなかった。
翌21年2月の心臓作戦の際には英囮艦隊に随伴し独バルト海艦隊迎撃のためにスカゲラック海峡に展開したがバルト海艦隊は海峡には接近せず攻撃の機会はなかった。
翌22年の春に行われたノルウェー、ハルダンゲル湾Uボート基地攻撃の際には亡命ノルウェー海軍兵で構成された特殊部隊の輸送および海底魚雷敷設を行い後のスレイブニルQ型撃沈に繋げた。
その後は北海沿岸を中心にUボートや輸送船への攻撃を行っていたが、アイスランド島イーサフィヨルズ旭日艦隊基地に入港した多目的工作艦『工鯨(こうげい)』により魚雷管の換装を受け『対潜攻撃潜水艦』へと急遽改装され、照和23年7月の『理性の術策』作戦の際には自爆潜水艦『ホズ』を追尾しこれをグリーンランドにて座礁させ拿捕することに成功している。しかしこの間には戦没艦も出ており戦争が終結した照和25年には後述の海狩型に切り替えられた。

### OVA版
原作、コミック版とは形状が違い艦首が水上艦を思わせる形状となり、司令塔は艦尾寄りに設置され、甲板に噴進弾垂直発射機が設置されている。劇中ではこの発射機から放たれた巡航噴進弾を用いて高速円盤機ホルス16の基地を破壊している。